# 八代市
八代市（やつしろし）は、熊本県中央部の南側寄りに位置する市。熊本県第2の人口を擁する。

## 概要

八代市中心部周辺の空中写真。
2016年4月20日撮影の25枚を合成作成。。

「八代」という地名は八代郡の郡名から採ったものである。「八代郡」の名は『肥後国風土記』や『続日本紀』など奈良時代の史料に見えることから、少なくとも8世紀にはこの地名が成立していたようである。『肥後国志』は里俗の説として上古は神所で故に「社（ヤシロ）」といい、後に八代（ヤツシロ）となったとしている。八代およびその周辺の人は「八代」を「やっちろ」と呼ぶことが多い。
市の中央部を貫流する球磨川からの排出土砂と、干満差の大きい不知火海の自然作用は干拓事業を可能にし、江戸時代の藩政時代からの新地は約4,000haに及ぶ。八代平野は肥後米や畳表の原料となるいぐさなどの一大生産地となっている。いぐさの生産は日本一で、国産の約8割を占める。ただし、安い中国産に押され、作付面積が最盛期の3分の1と急激に減少している。そのため食べられるお箸 や、畳作り体験とい草食品の展開 など、畳以外の形でい草をPRするようになった。また、国内最大の柑橘類・晩白柚（ばんぺいゆ）も特産品で日本一の生産量を誇る。トマトの一大産地としても知られる。
明治時代になり八代港が近代的な港湾として整備され、1890年（明治23年）に九州第1号のセメント工場ができたのを皮切りに、以後製紙工場（九州製紙、現日本製紙）、日曹人絹パルプ（現興人）、昭和酒造（現メルシャン）と相次いで進出し、工業都市へと発展した（八代臨海工業地域）。
毎年11月に行われる八代神社の「妙見祭」は、長崎くんち・博多祇園山笠 と並ぶ九州三大祭。御輿、獅子舞、神馬、花馬、傘鉾、亀蛇（がめ）などが居並ぶ行列は1kmに及ぶ。秋には毎年数十万人の観光客が集まる「やつしろ全国花火競技大会」が行なわれる。
八代平野の南端にある日奈久温泉は、合計16の泉源が集中しており、湧出量は毎時140トン、ほとんどの旅館がかけ流しである。江戸時代に熊本藩の藩営温泉場として栄えた。のんびりとした風情で、薩摩街道筋を中心に明治・大正・昭和の町の区割りがそのまま残っている。日奈久の名産として、細川氏の御用窯だった高田焼（こうだやき）や竹細工、ちくわが知られる街でもある。
2004年、日本で最初の地域SNSである ごろっとやっちろ を開設した。そのシステムを動かしているopen-gorottoは、八代市職員の小林隆生が一人で開発したものでオープンソース化され、総務省はこれをベースにしたシステムを導入した地域SNS計画を進めている。

## 地理
西部は不知火海（八代海）に面した平野部で、その大半は江戸時代以降数次にわたる干拓によって広がったものである。東部から南部にかけては九州山地の深い山間部で、合併によって市域は平家落人の里として知られる五家荘まで及び宮崎県と境を接する。

### 山岳
- 雁俣山（1315メートル）

### 河川
- 球磨川水系（一級水系）
  - 球磨川（日本三大急流の1つ）
  - 前川
  - 南川
  - 古麓川
- 二見川水系（二級水系）
  - 二見川
  - 下大野川
- 大鞘川水系（二級水系）
  - 大鞘川
  - 夜狩川
- 水無川水系（二級水系）
  - 水無川
- 流藻川水系（二級水系）
  - 流藻川
- 氷川水系（二級水系）
  - 氷川
  - 河俣川

### 滝
- 栴壇轟の滝（日本の滝百選の1つ）

### 気候
| 八代（1991年 - 2020年）の気候      | 八代（1991年 - 2020年）の気候 | 八代（1991年 - 2020年）の気候 | 八代（1991年 - 2020年）の気候 | 八代（1991年 - 2020年）の気候 | 八代（1991年 - 2020年）の気候 | 八代（1991年 - 2020年）の気候 | 八代（1991年 - 2020年）の気候 | 八代（1991年 - 2020年）の気候 | 八代（1991年 - 2020年）の気候 | 八代（1991年 - 2020年）の気候 | 八代（1991年 - 2020年）の気候 | 八代（1991年 - 2020年）の気候 | 八代（1991年 - 2020年）の気候 |
| 月                                 | 1月                           | 2月                           | 3月                           | 4月                           | 5月                           | 6月                           | 7月                           | 8月                           | 9月                           | 10月                          | 11月                          | 12月                          | 年                            |
| ---------------------------------- | ----------------------------- | ----------------------------- | ----------------------------- | ----------------------------- | ----------------------------- | ----------------------------- | ----------------------------- | ----------------------------- | ----------------------------- | ----------------------------- | ----------------------------- | ----------------------------- | ----------------------------- |
| 最高気温記録 °C （°F）             | 23.7 (74.7)                   | 25.2 (77.4)                   | 27.6 (81.7)                   | 30.2 (86.4)                   | 32.9 (91.2)                   | 37.0 (98.6)                   | 38.6 (101.5)                  | 38.7 (101.7)                  | 37.5 (99.5)                   | 33.4 (92.1)                   | 29.5 (85.1)                   | 24.8 (76.6)                   | 38.7 (101.7)                  |
| 平均最高気温 °C （°F）             | 10.9 (51.6)                   | 12.4 (54.3)                   | 15.9 (60.6)                   | 21.0 (69.8)                   | 25.4 (77.7)                   | 27.6 (81.7)                   | 31.5 (88.7)                   | 32.8 (91)                     | 29.6 (85.3)                   | 24.6 (76.3)                   | 18.8 (65.8)                   | 13.2 (55.8)                   | 22.0 (71.6)                   |
| 日平均気温 °C （°F）               | 6.4 (43.5)                    | 7.6 (45.7)                    | 10.8 (51.4)                   | 15.5 (59.9)                   | 19.9 (67.8)                   | 23.2 (73.8)                   | 27.1 (80.8)                   | 27.8 (82)                     | 24.5 (76.1)                   | 19.2 (66.6)                   | 13.7 (56.7)                   | 8.5 (47.3)                    | 17.0 (62.6)                   |
| 平均最低気温 °C （°F）             | 2.1 (35.8)                    | 2.9 (37.2)                    | 5.8 (42.4)                    | 10.3 (50.5)                   | 15.0 (59)                     | 19.7 (67.5)                   | 23.7 (74.7)                   | 24.1 (75.4)                   | 20.6 (69.1)                   | 14.5 (58.1)                   | 9.0 (48.2)                    | 4.0 (39.2)                    | 12.7 (54.9)                   |
| 最低気温記録 °C （°F）             | −7.3 (18.9)                   | −5.5 (22.1)                   | −1.9 (28.6)                   | −0.1 (31.8)                   | 6.7 (44.1)                    | 10.5 (50.9)                   | 17.8 (64)                     | 18.1 (64.6)                   | 9.3 (48.7)                    | 3.7 (38.7)                    | −0.4 (31.3)                   | −3.6 (25.5)                   | −7.3 (18.9)                   |
| 降水量 mm （inch）                 | 69.9 (2.752)                  | 90.6 (3.567)                  | 118.3 (4.657)                 | 133.1 (5.24)                  | 165.8 (6.528)                 | 426.2 (16.78)                 | 386.7 (15.224)                | 203.7 (8.02)                  | 196.8 (7.748)                 | 101.1 (3.98)                  | 93.2 (3.669)                  | 73.2 (2.882)                  | 2,033.4 (80.055)              |
| 平均降水日数 （≥1.0 mm）           | 8.3                           | 9.1                           | 11.3                          | 10.4                          | 10.0                          | 15.4                          | 13.0                          | 11.2                          | 10.3                          | 7.4                           | 8.5                           | 8.6                           | 122.6                         |
| 平均月間日照時間                   | 118.8                         | 131.4                         | 160.8                         | 179.9                         | 187.7                         | 121.5                         | 187.8                         | 209.8                         | 169.9                         | 177.1                         | 143.7                         | 131.1                         | 1,922                         |
| 出典1：Japan Meteorological Agency |                               |                               |                               |                               |                               |                               |                               |                               |                               |                               |                               |                               |                               |
| 出典2：気象庁                      |                               |                               |                               |                               |                               |                               |                               |                               |                               |                               |                               |                               |                               |

### 隣接している自治体
- 熊本県
  - 宇城市
  - 下益城郡：美里町
  - 上益城郡：山都町

- - 八代郡：氷川町
  - 葦北郡：芦北町
  - 球磨郡：水上村、五木村、山江村、球磨村

- 宮崎県
  - 東臼杵郡：椎葉村

## 人口
| |                                        |  |
| 八代市と全国の年齢別人口分布（2005年） | 八代市の年齢・男女別人口分布（2005年） |  |
| ■紫色 ― 八代市 ■緑色 ― 日本全国 | ■青色 ― 男性 ■赤色 ― 女性              |  |
| 八代市（に相当する地域）の人口の推移 \| 1970年（昭和45年） \| 149,647人 \| \| \| 1975年（昭和50年） \| 147,715人 \| \| \| 1980年（昭和55年） \| 150,389人 \| \| \| 1985年（昭和60年） \| 149,421人 \| \| \| 1990年（平成2年） \| 145,959人 \| \| \| 1995年（平成7年） \| 143,712人 \| \| \| 2000年（平成12年） \| 140,655人 \| \| \| 2005年（平成17年） \| 136,886人 \| \| \| 2010年（平成22年） \| 132,266人 \| \| \| 2015年（平成27年） \| 127,472人 \| \| \| 2020年（令和2年） \| 123,067人 \| \| |                                        |  |
| 総務省統計局 国勢調査より |                                        |  |
| 1970年（昭和45年） | 149,647人                              |  |
| 1975年（昭和50年） | 147,715人                              |  |
| 1980年（昭和55年） | 150,389人                              |  |
| 1985年（昭和60年） | 149,421人                              |  |
| 1990年（平成2年） | 145,959人                              |  |
| 1995年（平成7年） | 143,712人                              |  |
| 2000年（平成12年） | 140,655人                              |  |
| 2005年（平成17年） | 136,886人                              |  |
| 2010年（平成22年） | 132,266人                              |  |
| 2015年（平成27年） | 127,472人                              |  |
| 2020年（令和2年） | 123,067人                              |  |

## 歴史

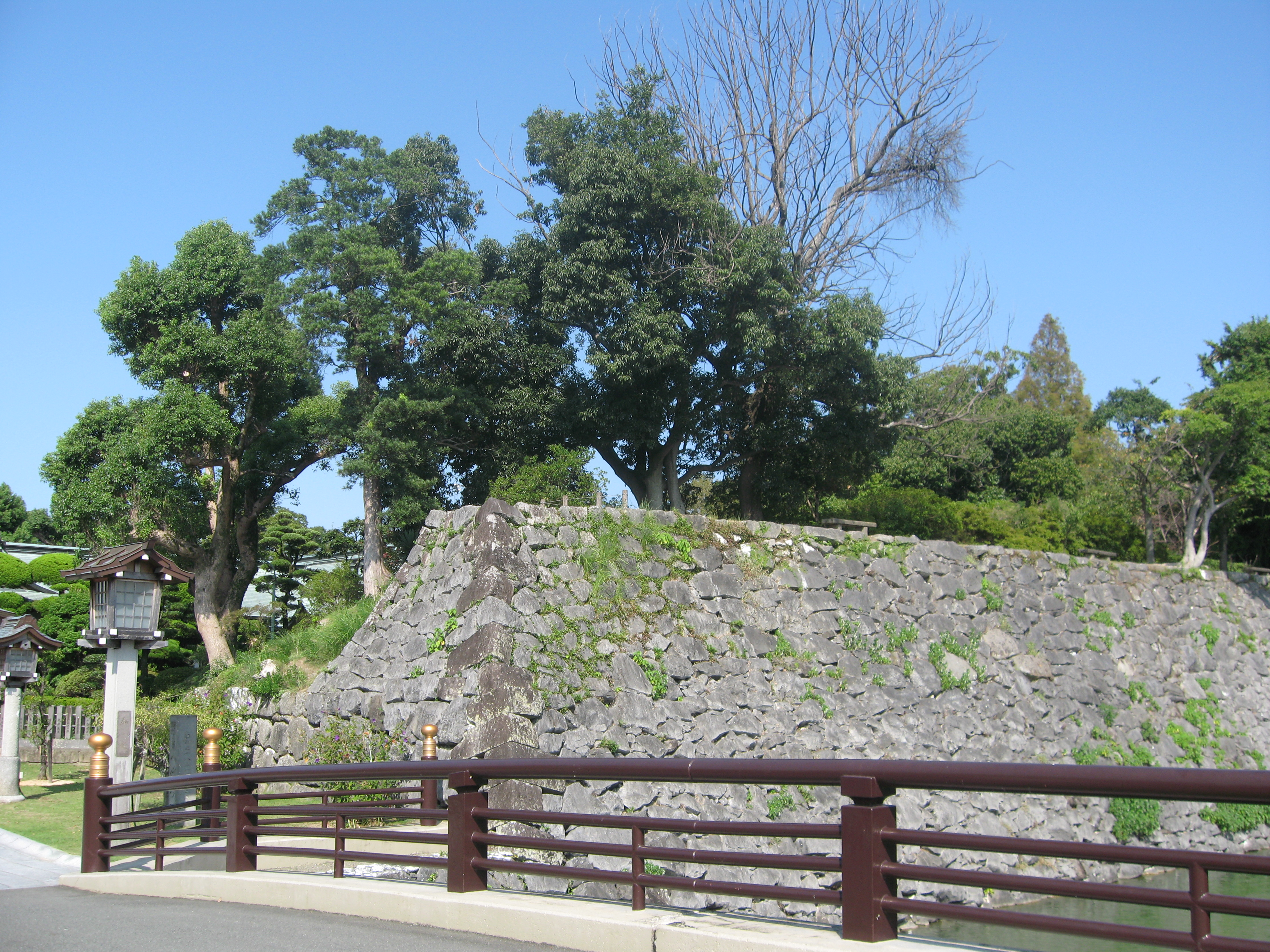
八代城

肥後国誌には「八代」の地名の由来は社（やしろ）で、天照皇太神の山陵が上古にこの地に在ったので「やしろ」と言われるようになったと記されており、九州王朝説では倭姫命が定めた伊勢神宮のあった伊勢の有力候補地とされる。（参照→九州王朝）
景行天皇十八年(88年？)が九州を巡幸した折、休息されたとされる芦北の小島は八代市の球磨川河口にある水島である。
6世紀には、百済に仕え二位達率と極めて高い官位を与えられた後に朝廷に招かれた日羅大師の父阿利斯登を輩出した。
推古天皇十七年(609年？)には百済の道欣恵弥ら僧11人と俗人75人が芦北の津（八代）に入港した。
古来より八代の港の徳渕津は博多、坊津と並ぶ九州の対外貿易港で、みかんが中国南部より伝来した地であるとされる。平安時代末期には日宋貿易を重視した平清盛の所領であり、鎌倉時代になると執権北条氏の所領となった。
室町時代初めの1334年に建武の新政時の功績により伯耆国で海運業を営んでいた名和長年の子、名和義高が八代荘地頭職を賜り、古麓城と城下町を築いた。
名和氏は、隣の球磨郡の領主・相良氏と室町時代を通じてたびたび争ったが、1504年、相良氏が名和氏を追い八代に進出。相良氏は本拠を古麓に移し、徳淵津（徳渕津）が中国との貿易港として大いに栄えた。しかし、1582年には相良氏は南の薩摩・大隅から勢力を伸ばしてきた島津氏に服属し、八代から退いた。
その後の1587年には島津氏も豊臣秀吉の天下統一の過程で行われた九州征伐で八代を追われた。当時の八代の人口は五万を数え肥後国の中で最も栄えていると記録されており、秀吉は隈本城や古麓城など肥後を佐々成政に与えたが徳渕津は豊臣家の直轄領とし番大将として寺西次郎介が入った。
肥後国人一揆で佐々成政が滅亡した後、肥後国南部の領主となった小西行長は、古麓城を廃城とし新たに八代支配の拠点として1588年に 麦島城を築いた。関ヶ原の戦いの後、熊本城主・加藤清正が肥後一国の領主となり、1612年（慶長17年）、城代として加藤正方が麦島城に入った。
1615年（元和2年）に一国一城令が出されたが、麦島城は一国一城令の例外として残り、肥後国は熊本城と麦島城の一国二城体制となった
1619年（元和5年）、麦島城は大地震によって崩壊したが、幕府の許可により松江城（八代城）が新たに築かれた。築城当時は、南北811メートル、東西1477メートルの大規模な城で、現在は本丸の石垣と堀が残っている。幕府が一国一城令の例外として築城を認めたのは、島津氏に対する備えのためといわれる。
1632年（寛永9年）、加藤氏の改易により、細川忠利が肥後の領主となると、その父・細川忠興（三斎）が隠居所として松江城に入城。1645年に三斎が亡くなると、筆頭家老の松井興長が入城した。以後幕末まで松井家3万石の城下町として栄えた。
1688年（元禄元年）に城主松井直之が築いた御茶屋「松浜軒（しょうひんけん）」が今に残り、国の名勝に指定されている。ハナショウブなど四季折々の花が美しい庭園を備え、園内の松井文庫の資料館には松井家の家宝が展示されている。
1821年（文政5年）には、江戸時代の肥後国最大の干拓事業である七百町新地（鏡町）の干拓が行われ、米2,400石、塩1,600石の増収となった。
1896年（明治29年）11月21日、九州鉄道が開通。八代駅が開業。
1907年（明治40年）、八代連隊区が設置される。1925年（大正14年）に廃止。
1949年（昭和24年）5月31日、 熊本県に昭和天皇の戦後巡幸。天皇は、天草からお召船で八代港に入った。昭和農産化工の八代工場を視察後、八代市民奉迎場が設けられた代陽小学校を訪問した。松井明之邸に宿泊。
2004年（平成16年）3月13日、九州新幹線が部分開通。新八代駅開業。
2020年（令和2年）7月6日、令和2年7月豪雨により球磨川、大鞘川、二見川が氾濫。
2023年（令和5年）2月8日、2日間にわたり市内北部（千丁、鏡、東陽、泉地区）で大規模な断水が発生。
2025年（令和7年）8月11日、集中豪雨により興善寺町で土砂災害が発生したほか、県道小川泉線の路盤流出箇所に乗用車2台が転落するなどの事故。

### 市域の変遷（市町村制施行以後）
- 1940年
  - 9月1日 市制施行（八代郡八代町・太田郷町・植柳村・松高村）
- 1943年
  - 4月1日 八代郡郡築村編入
- 1950年
  - 7月1日 八代郡郡築村分村
- 1954年
  - 4月1日 八代郡八千把村・高田村・金剛村編入
  - 7月1日 八代郡郡築村再編入
- 1955年
  - 4月1日 八代郡宮地村・葦北郡日奈久町編入
  - 11月1日 八代郡千丁村との境界変更
- 1956年
  - 4月1日 八代郡昭和村編入
- 1957年
  - 1月1日 葦北郡二見村編入
- 1961年
  - 3月1日 八代郡龍峯村編入
- 2005年
  - 8月1日 近隣町村である八代郡鏡町・千丁町・泉村・坂本村・東陽村と新設合併

## 経済

### 農業
2005年の農業産出額は302億円。主な農産物は、米、いぐさ、トマト、メロン、キャベツなど。

### 製造業
2005年の製造品出荷額は2,103億円。うち、パルプ・紙が531億円で最も多い。

#### 主な事業所
- 日本製紙八代工場
- メルシャン八代工場
- YKK AP九州事業所
- 興人フィルム＆ケミカルズ八代工場
- ヤマハ熊本プロダクツ
- 神田工業八代工場
- 櫻井精技

- つちや (自動車関連ゴム部品製造)
- サンテック八代工場
- 熊本くみあい飼料
- 西田精麦
- パシフィックグレーンセンター八代支店
- 八代飼料
- 九州昭和産業八代工場

### 商業
2002年の年間商品販売額は2,762億円。

#### 主な商業集積
- 本町商店街
- 通町商店街

- イオン八代ショッピングセンター
- ゆめタウン八代

### 特産品、伝統工芸品

#### 特産品
- いぐさ製品
- 晩白柚（ばんぺいゆ）
- 日奈久ちくわ、蒲鉾
- 塩トマト（塩分の多い干拓地の土壌ではトマトが水分を十分に吸い上げられず、その分小ぶりで旨みが濃縮され糖度が高くなる。フルーツトマトの元祖。）
- はちべえトマト（八代の冬トマトの愛称。産地が一体となって黄色灯を活用した害虫防除を導入し、減農薬栽培に努めている。八代地方で生産されるトマトの約80％は温暖な気候を活かして冬に栽培され、冬春トマトの出荷量は国内一[要出典]。）
- 鮎製品（八代駅で販売されている駅弁「鮎屋三代」は、球磨川で獲れた天然の鮎を使った出汁で炊いた御飯に、鮎の甘露煮が乗っている。JR九州の「人気駅弁ランキング」で3年連続1位に輝く[要出典]。）
- 辛子蓮根
- このしろ寿司
- しゃく味噌
- かずらどうふ
- しょうが、しょうが加工品
- えのきたけ
- やまめ、やまめ加工品
- 豆腐の味噌漬け
- しいたけ
- 柚、柚加工品
- 泉町の茶
- みょうが饅頭

#### 伝統工芸品
- 高田焼（八代焼）
- 竹細工
- 手打刃物
- 刀剣

- 肥後つば（鍔）
- 宮地手漉き和紙
- 鮫（エイ）皮漆塗細工
- 鯉のぼり・武者絵のぼり

## 行政

### 歴代市長
（任期4年。+印は在職中死去）
| 代    | 氏名     | 就任年月日   | 退任年月日   | 生没年  | 備考                         |
| ----- | -------- | ------------ | ------------ | ------- | ---------------------------- |
|       | 木村征男 | 2005年8月1日 | 2005年9月4日 |         | 市長職務執行者、旧坂本村村長 |
| 初代  | 坂田孝志 | 2005年9月4日 | 2009年9月3日 | 1957年- |                              |
| 2代目 | 福島和敏 | 2009年9月4日 | 2013年9月3日 |         |                              |
| 3代目 | 中村博生 | 2013年9月4日 | 現職         |         |                              |

### 八代市長選挙
2005年8月1日の新市発足に伴う八代市長選挙
実施団体 八代市選挙管理委員会（2005年8月28日告示、9月4日投開票）
有権者数112,144人（男性51,426人、女性60,718人）（2005年9月4日現在）、最終投票率79.89%
| 候補者名 | 当落 | 政党       | 推薦党     | 得票   |
| -------- | ---- | ---------- | ---------- | ------ |
| 坂田孝志 | 当選 | 無所属新人 | 自民       | 39,021 |
| 中島隆利 | 落選 | 無所属新人 | 民主・社民 | 31,271 |
| 永江明久 | 落選 | 無所属新人 |            | 11,513 |
| 荒木隆夫 | 落選 | 無所属新人 |            | 6,846  |

#### 旧八代市の歴代市長
| 代     | 氏名     | 就任年月日    | 退任年月日    | 生没年        | 備考             |
| ------ | -------- | ------------- | ------------- | ------------- | ---------------- |
| 初代-3 | 坂田道男 | 1940年9月1日  | 1946年11月    | 1887年-1973年 | 市制施行臨時代理 |
| 4      | 森下次雄 | 1946年12月    | 1947年4月4日  |               | 臨時代行         |
| 5      | 坂田昌亮 | 1947年4月5日  | 1951年4月4日  | 1890年-1960年 | 公選初代         |
| 6      | 古閑清紀 | 1951年4月23日 | 1955年4月30日 | -1981年       |                  |
| 7-8    | 坂田道男 | 1955年5月1日  | 1963年4月30日 | 1887年-1973年 |                  |
| 9      | 松岡明   | 1963年5月1日  | 1967年4月30日 | -1985年       |                  |
| 10-14  | 岩尾豊   | 1967年5月1日  | 1986年2月27日 | 1917年-1988年 | 中途退職         |
| 15     | 木村健一 | 1986年4月13日 | 1990年4月12日 | 1937年-       |                  |
| 16-18  | 沖田嘉典 | 1990年4月13日 | 2002年3月1日  | 1928年-       | 中途退職         |
| 19     | 中島隆利 | 2002年4月7日  | 2005年7月31日 | 1943年-       |                  |

### 財政
- 当初予算規模（2009年度）

502億1440万円（一般会計）
371億4046万円（特別会計）
17億3854万円（公営企業会計）

### 行政機構

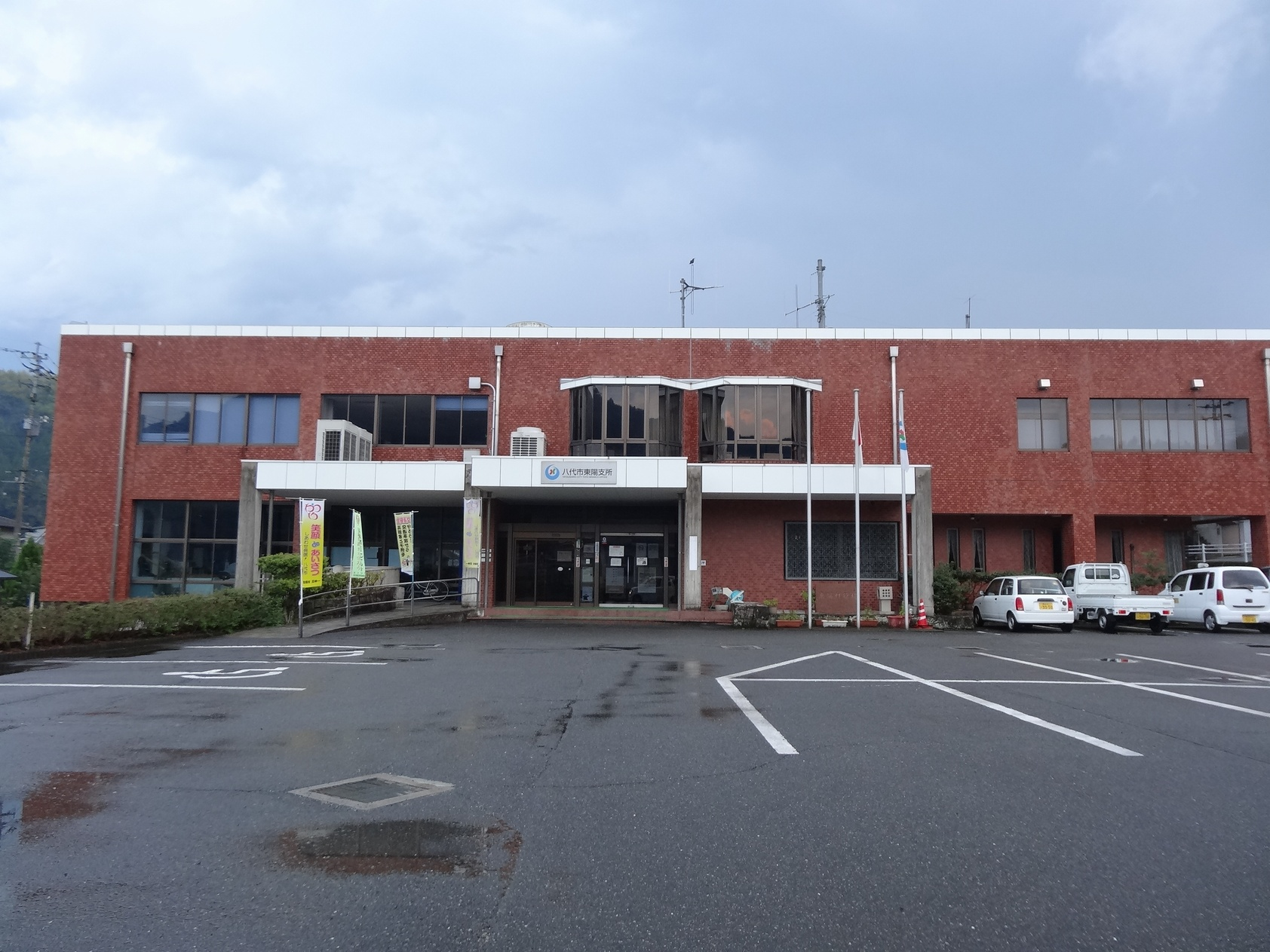
東陽支所

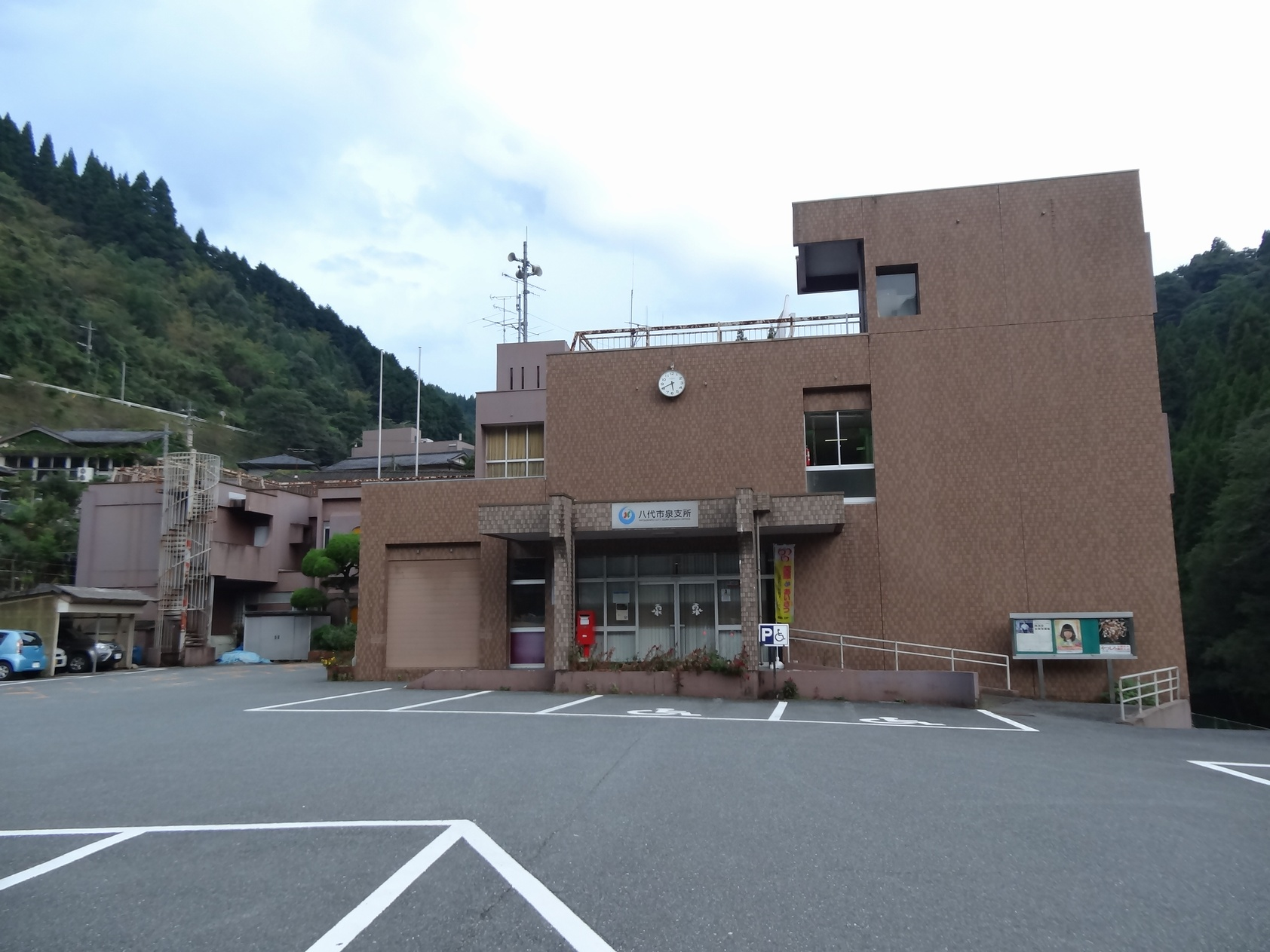
泉支所

（本庁）
- 市長 中村博生
  - 副市長　永原辰秋

（支所）
- 坂本支所(旧坂本村役場)

〒869-6105  熊本県八代市坂本町坂本4228-12
- 千丁支所(旧千丁町役場)

〒869-4703  熊本県八代市千丁町新牟田1502-1
- 鏡支所(旧鏡町役場)

〒869-4292  熊本県八代市鏡町内田453-1
- 東陽支所(旧東陽村役場)

〒869-4301  熊本県八代市東陽町南1105-1
- 泉支所(旧泉村役場)

〒869-4401  熊本県八代市泉町柿迫3131
- 坂本・千丁・東陽・泉支所
  - 総務振興課
  - 市民福祉課
- 鏡支所
  - 総務振興課
  - 市民環境課
  - 健康福祉課

### 国の行政機関
- 財務省熊本国税局八代税務署
- 財務省長崎税関八代税関支署
- 法務省熊本地方法務局八代支局
- 法務省熊本刑務所八代拘置支所
- 法務省熊本保護観察所八代駐在官事務所
- 厚生労働省熊本労働局八代労働基準監督署
- 厚生労働省熊本労働局八代公共職業安定所
- 農林水産省九州農政局八代統計・情報センター
- 農林水産省九州森林管理局熊本南部森林管理署八代森林事務所
- 農林水産省門司植物防疫所八代出張所
- 国土交通省九州地方整備局八代河川国道事務所
- 国土交通省九州地方整備局八代港事務所
- 防衛省自衛隊熊本地方協力本部八代出張所

### 県の行政機関
- 熊本県八代地域振興局
  - 八代福祉事務所
  - 八代保健所
  - 八代児童相談所
  - 八代教育事務所
- 八代港管理事務所

### 都市宣言
- 男女共同参画都市宣言
- 八代市人権尊重都市宣言
- 非核平和都市宣言
- 世界連邦都市宣言
- 交通安全都市宣言

## 立法

### 市議会
- 会派の構成

| 会派名             | 議席数 | 代表者 |
| ------------------ | ------ | ------ |
| 自由民主党         | 14     |        |
| 改革クラブ         | 5      |        |
| 新生会             | 3      |        |
| 連合市民クラブ     | 3      |        |
| 公明党             | 2      |        |
| やつしろ無所属の会 | 1      |        |
| 無所属             | 1      |        |
| 光友会             | 1      |        |
| 日本共産党         | 1      |        |
| 新風               | 1      |        |

- 運営
  - 議長 橋本幸一（自由民主党）　　副議長　田中　安（新生会）
  - 議会運営委員会 11人 委員長：山本幸廣（自由民主党）
  - 総務委員会 8人 委員長：福嶋安徳（自由民主党）
  - 建設環境委員会 8人 委員長：成松由紀夫（自由民主党）
  - 文教福祉委員会 8人 委員長：中村和美（自由民主党）
  - 経済企業委員会 8人 委員長：増田一喜（自由民主党）

## 司法
- 熊本地方裁判所八代支部、熊本家庭裁判所八代支部、八代簡易裁判所
- 熊本地方検察庁八代支部、八代区検察庁
- 八代拘置支所
- 熊本県警察八代警察署
- 熊本県警察氷川警察署（氷川町にある）
  - 鏡交番
  - 東陽駐在所
  - 泉駐在所
- 熊本県警察本部交通部高速道路交通警察隊

## 地域

### 教育

#### 小学校
太字の小学校は標準服がある。
- 市立小学校

- 植柳小学校
- 太田郷小学校
- 郡築小学校
- 高田小学校
- 昭和小学校
- 代陽小学校
- 日奈久小学校

- 二見小学校
- 宮地小学校
- 麦島小学校
- 八代小学校
- 龍峯小学校
- 金剛小学校
  - 弥次分校

- 松高小学校
- 八千把小学校
- 千丁小学校
- 有佐小学校
- 鏡小学校

- 文政小学校
- 八竜小学校
- 東陽小学校
- 泉小学校
- 泉第八小学校

#### 中学校
- 市立中学校

- 第一中学校
- 第二中学校
- 第三中学校
- 第四中学校
- 第五中学校

- 第六中学校
- 第七中学校
- 第八中学校
- 日奈久中学校
- 二見中学校

- 千丁中学校
- 鏡中学校
- 坂本中学校
- 東陽中学校
- 泉中学校

- 県立中学校
- 熊本県立八代中学校

#### 高等学校
- 熊本県立
  - 八代高等学校
  - 八代東高等学校
  - 八代工業高等学校
  - 八代農業高等学校
    - 泉分校

  - 八代清流高等学校
- 私立
  - 秀岳館高等学校
  - 八代白百合学園高等学校

#### 高等専門学校
- 国立
  - 熊本高等専門学校 八代キャンパス（八代工業高等専門学校のキャンパスを継承して2009年10月に開校）

#### 短期大学
- 私立
  - 中九州短期大学

#### 専修学校
- 八代実業専門学校
- IEC九州国際カレッジ専門学校
- 八代市医師会立 八代看護学校
- 独立行政法人労働者健康安全機構 熊本労災看護専門学校

#### 特別支援学校
- 八代市立八代支援学校
- 熊本県立鏡わかあゆ高等支援学校

### 職業訓練

#### 職業能力開発校
- 八代高等職業訓練校（職業訓練法人八代職業訓練運営会による認定職業訓練）

### 社会教育

#### 文化施設
- 八代ハーモニーホール
- 八代市厚生会館
- 八代市二見自然の森
- 八代市東陽石匠館
- 八代市公民館（パトリア千丁内、旧八代市千丁文化センター）
- 千丁健康温泉センター（パトリア千丁内）
- 八代市鏡文化センター
- 八竜山自然公園
- 五家荘自然塾

##### 図書館
- 八代市立図書館
  - 移動図書館ともだち号
- せんちょう図書館
- かがみ図書館

##### 博物館
- 八代市立博物館・未来の森ミュージアム
- 八代市民俗伝統芸能伝承館 お祭りでんでん館

##### 天文台
- さかもと八竜天文台

##### 公民館
- 高田公民館
- 南部市民センター
- 金剛公民館
- 郡築公民館
- 宮地公民館
- 宮地東公民館
- 八千把公民館
- 松高公民館
- 植柳公民館
- 二見公民館
- 八代公民館
- 太田郷公民館
- 日奈久公民館
- 昭和公民館
- 竜峯公民館
- 麦島公民館
- 代陽公民館
- 坂本公民館
- 千丁公民館
- 鏡公民館
- 東陽公民館

#### 体育施設
- 八代市総合体育館
- 八代市民プール
- 八代市弓道場
- 八代市民球場
- 八代市民グラウンド
- 熊本県八代市球技場
- 八代市スポーツ・コミュニティ広場
- 八代市立武道館
- 八代城址公園相撲場
- 八代市百済来スポーツセンター
- 八代市千丁体育館
- 八代市千丁テニスコート
- 八代市千丁東グラウンド
- 八代市千丁西グラウンド
- 八代市鏡体育館
- 八代市鏡プール
- 八代市鏡武道館
- 八代市鏡テニスコート
- 八代市鏡相撲場
- 八代市鏡総合グラウンド
- 八代市東陽スポーツセンター
- 八代市東陽運動公園
- 八代市泉運動広場

### 町名等
詳細については八代市の地名を参照のこと。

## 郵便
郵便局
- 八代郵便局（本町2丁目）（集配局）
- 鏡郵便局（鏡町）（集配局）

- 東陽郵便局（南）（集配局）
- 泉郵便局（柿迫）（集配局）

- 五家荘郵便局（椎原）（集配局）
- 日奈久郵便局（日奈久中西町）（集配局）

- 坂本郵便局（坂本）（集配局）

- 八代旭中央通郵便局（旭中央通）
- 八代松高郵便局（永碇町）
- 八代横手郵便局（横手新町）
- 竜峰郵便局（岡町）
- 八代宮地郵便局（宮地町）
- 郡築郵便局（郡築六番町）

- 八代迎町郵便局（迎町）
- 八代大村橋郵便局（古閑上町）
- 八代古閑浜町郵便局（古閑浜町）
- 金剛郵便局（高植本町）
- 八代植柳郵便局（植柳上町）
- 八代長田郵便局（長田町）

- 八代通町郵便局（通町）
- 二見郵便局（二見下大野町）
- 八代駅前郵便局（萩原町2丁目）
- 高田郵便局（豊原中町）
- 八代八幡町郵便局（八幡町）
- 千丁郵便局（新牟田）

- 有佐郵便局（下有佐）
- 文政郵便局（貝州）
- 百済来郵便局（田上）
- 上松求麻郵便局（中津道）
- 下岳郵便局（下岳）
- 河俣郵便局（河俣）

簡易郵便局
- 海士江簡易郵便局（海士江町）
- 八代港町簡易郵便局（港町）

- 八代弥次簡易郵便局（三江湖町）
- 新浜簡易郵便局（新浜町）

- 八代築添簡易郵便局（築添町）
- 敷川内簡易郵便局（敷川内町）

- 鮎帰簡易郵便局（鮎帰は）
- 下松求麻簡易郵便局（西部は）

## 交通
2004年3月13日、JR九州の営業する九州新幹線の部分開業により、新八代駅 - 鹿児島中央駅間を運転開始した。しかし、新八代駅とその周辺は遺跡の中に立地しているために周辺の整備は遅れていて、2004年3月4日の八代市による5か年計画では周辺道路と公園の整備のみと頼りなく、現状では民間企業の参入に委ねている状態で、一日も早い本格的な周辺整備が望まれている。2011年3月11日に博多駅から当駅まで開通し、九州新幹線は全通した。

### 空港
最寄りの空港は熊本空港。

### 鉄道路線
九州旅客鉄道（JR九州）
- 九州新幹線：- 新八代駅 -

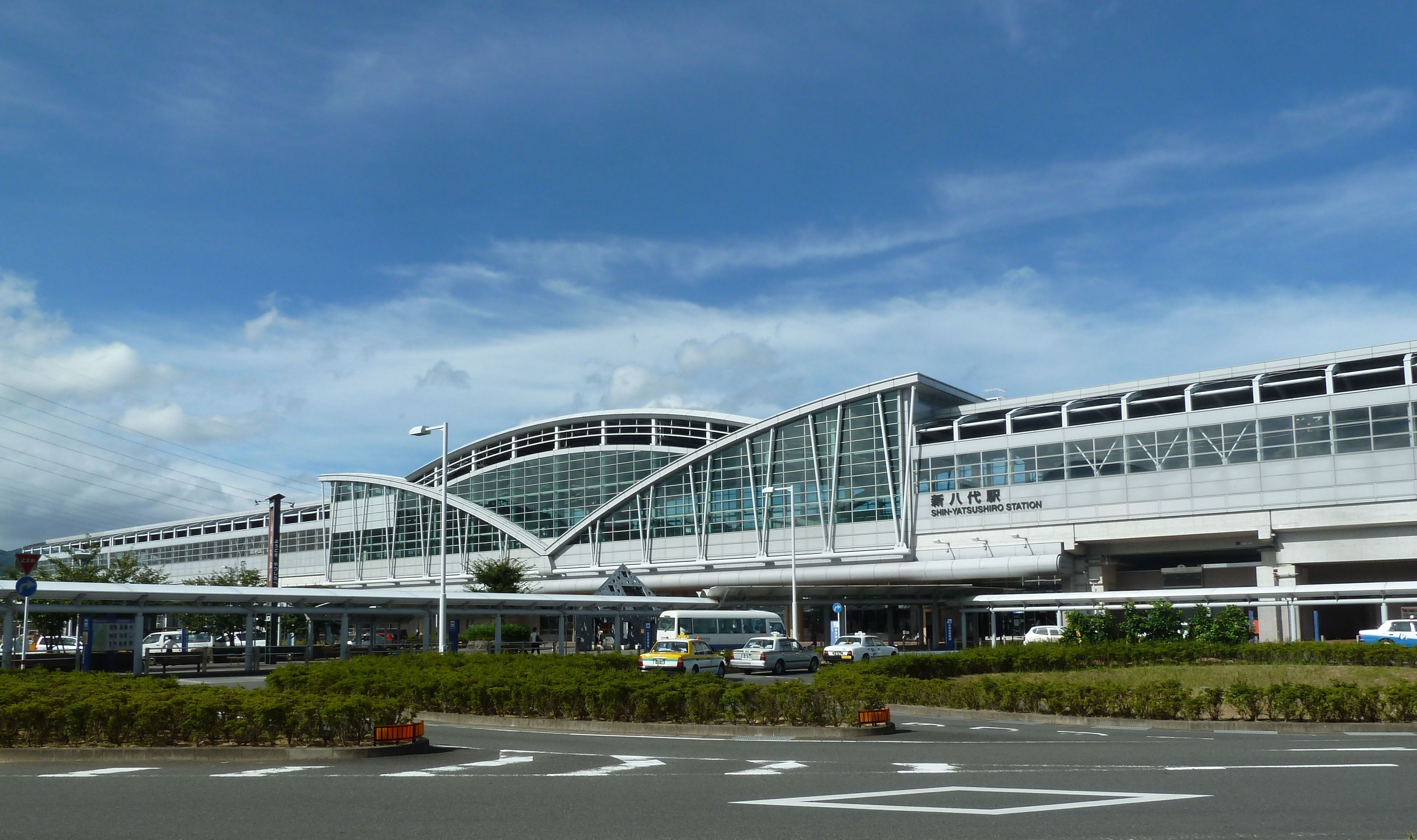
新八代駅

- 鹿児島本線：（宇城市）- 有佐駅 - 千丁駅 - 新八代駅 - 八代駅
- 肥薩線：八代駅 - 段駅 - 坂本駅 - 葉木駅 - 鎌瀬駅 - 瀬戸石駅 -（芦北町）

肥薩おれんじ鉄道
- 肥薩おれんじ鉄道線：八代駅 - 肥後高田駅 - 日奈久温泉駅 - 肥後二見駅 -（芦北町）

市の代表となる駅：八代駅、新八代駅

#### 隣接自治体への連絡
宇城市：
JR鹿児島本線（松橋駅・小川駅）
JR三角線（石打ダム駅・波多浦駅・三角駅）
芦北町：
JR肥薩線（海路駅・吉尾駅・白石駅）
肥薩おれんじ鉄道線（上田浦駅・たのうら御立岬公園駅・肥後田浦駅・海浦駅・佐敷駅・湯浦駅）
球磨村：
JR肥薩線（球泉洞駅・一勝地駅・渡駅）

### バス路線
- 産交バス - 市内に八代営業所がある。
  - 八代市市街地循環バス（まちバス・みなバス・ゆめバス）
  - 八代市内
  - 八代市 - 氷川町 - 宇城市
  - 八代市 - 氷川町 - 八代市（旧東陽村域）
  - 八代市 - 芦北町
- 麻生交通
  - 甲佐町 - 八代市（旧泉村域、氷川ダム）

#### 高速バス
以下の路線が運行している。中心市街地内に発着するのは阿蘇くまもと空港連絡バス「すーぱーばんぺいゆ」のみで、他は都市間高速バスが八代インターチェンジに併設されたバス停に立ち寄る、もしくは新八代駅で九州新幹線に接続して運行する形態となっている（八代インターチェンジ・新八代駅ともに中心市街地から東に遠く離れた場所に位置する）。
太字は八代市内の停車地・経由地。すべて昼行便。
| 愛称名             | 運行会社                                    | 運行区間                                                                                 |
| ------------------ | ------------------------------------------- | ---------------------------------------------------------------------------------------- |
| フェニックス号     | 九州産交バス 西日本鉄道 宮崎交通 JR九州バス | 福岡市・高速基山 - 八代IC - 人吉市 - えびの市・小林市・都城市・宮崎市                    |
| B&Sみやざき号      | 九州産交バス 宮崎交通 JR九州バス            | 新八代駅 - 人吉市 - えびの市・小林市・都城市・宮崎市                                     |
| みとシティライナー | 美登観光バス                                | 新八代駅 - 小林市・都城市・宮崎市・高鍋町・西都市                                        |
| きりしま号         | 九州産交バス 鹿児島交通 南国交通            | 熊本市・益城町 - 八代IC - 鹿児島空港・姶良市・鹿児島市                                   |
| すーぱーばんぺいゆ | 神園交通                                    | 八代港 - 八代市内各ホテル - 八代駅 - 新八代駅 - 阿蘇くまもと空港・熊本県運転免許センター |

### 道路

#### 高速道路
- E3 九州自動車道
  - 18 八代IC - 18-1 八代JCT - 坂本PA（平成17年10月1日より無人化）
- E3A 南九州西回り自動車道（南九州自動車道）
  - 八代JCT - 1 八代南IC - 2 日奈久IC

#### 一般国道
- 国道3号
- 国道219号
- 国道443号
- 国道445号

#### 主要地方道
- 熊本県道14号八代鏡宇土線
- 熊本県道17号坂本人吉線
- 熊本県道25号宮原五木線
- 熊本県道42号八代鏡線
- 熊本県道52号小川泉線
- 熊本県道60号芦北坂本線

#### 一般県道
- 熊本県道155号氷川八代線
- 熊本県道158号中津道八代線
- 熊本県道245号共栄千丁停車場線
- 熊本県道246号千丁停車場興善寺線
- 熊本県道250号八代港大手町線
- 熊本県道251号郡築横手線
- 熊本県道253号破木二見線
- 熊本県道254号二見田浦線
- 熊本県道258号田上日奈久線
- 熊本県道322号大牟田大鞘八代港線
- 熊本県道336号八代港線
- 熊本県道338号八代不知火線
- 熊本県道345号西片新八代停車場線

#### 道の駅
- 坂本
- 東陽
- 秘境の郷いずみ

### 船舶
- 八代港（重要港湾）
  - コンテナ国際定期航路
    - 韓国・釜山港
- 鏡港（地方港湾）

## 文化
- 八代には、むかし九千坊という河童の頭領が九千匹の河童を率いて中国から渡来し球磨川の河口に住み着いたという伝承が残っている。ちなみに現地では河童のことを「がらっぱ」と呼ぶ。しばしば八代のマスコット的に使われる。
- 八代は彦一とんち話の舞台である。

## 名所・旧跡・観光スポット

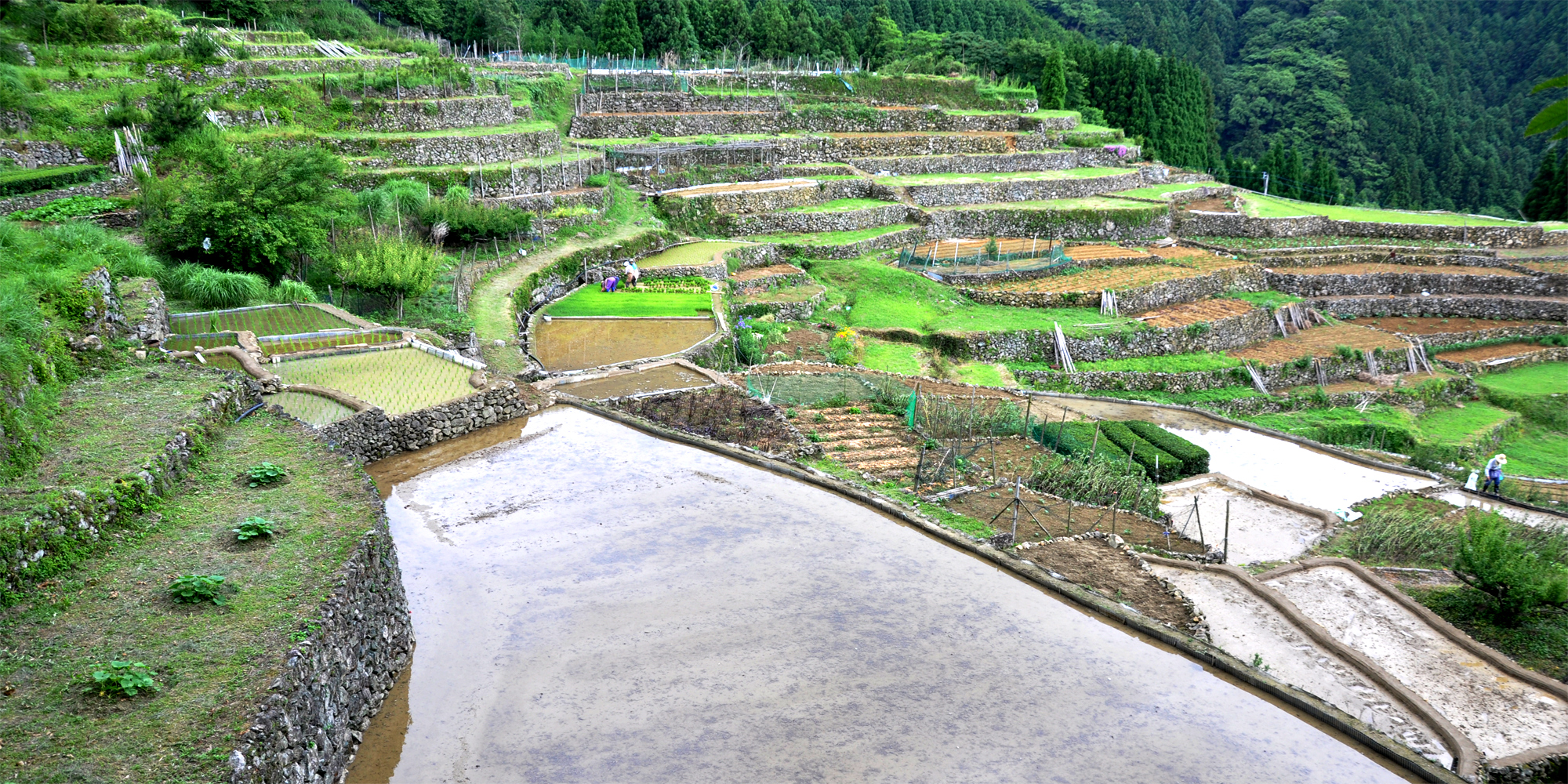
日光の棚田

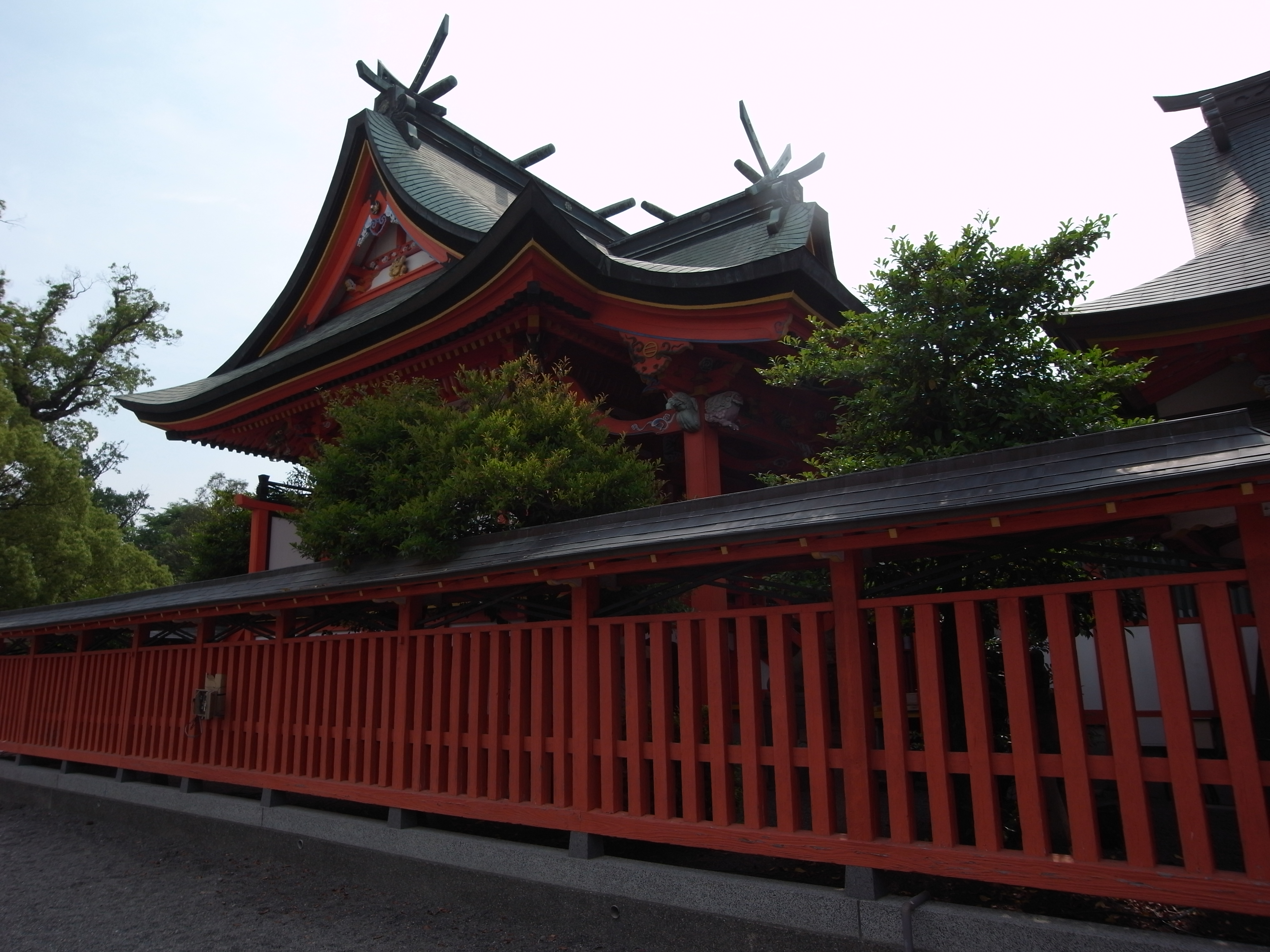
八代神社

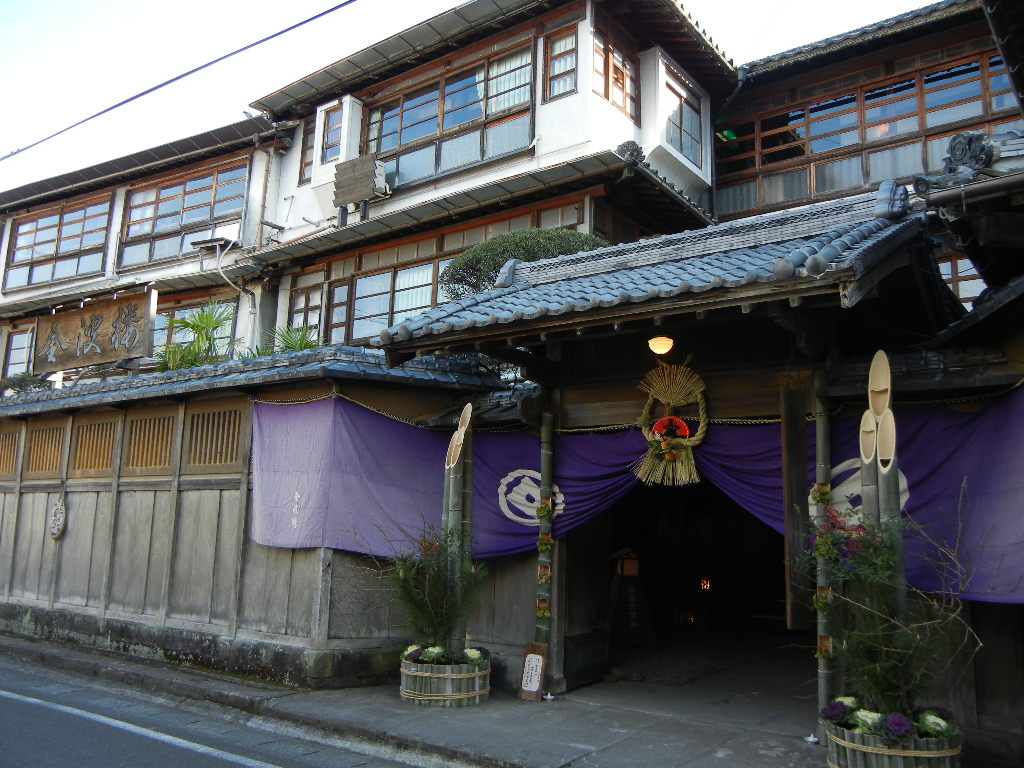
日奈久温泉 金波楼

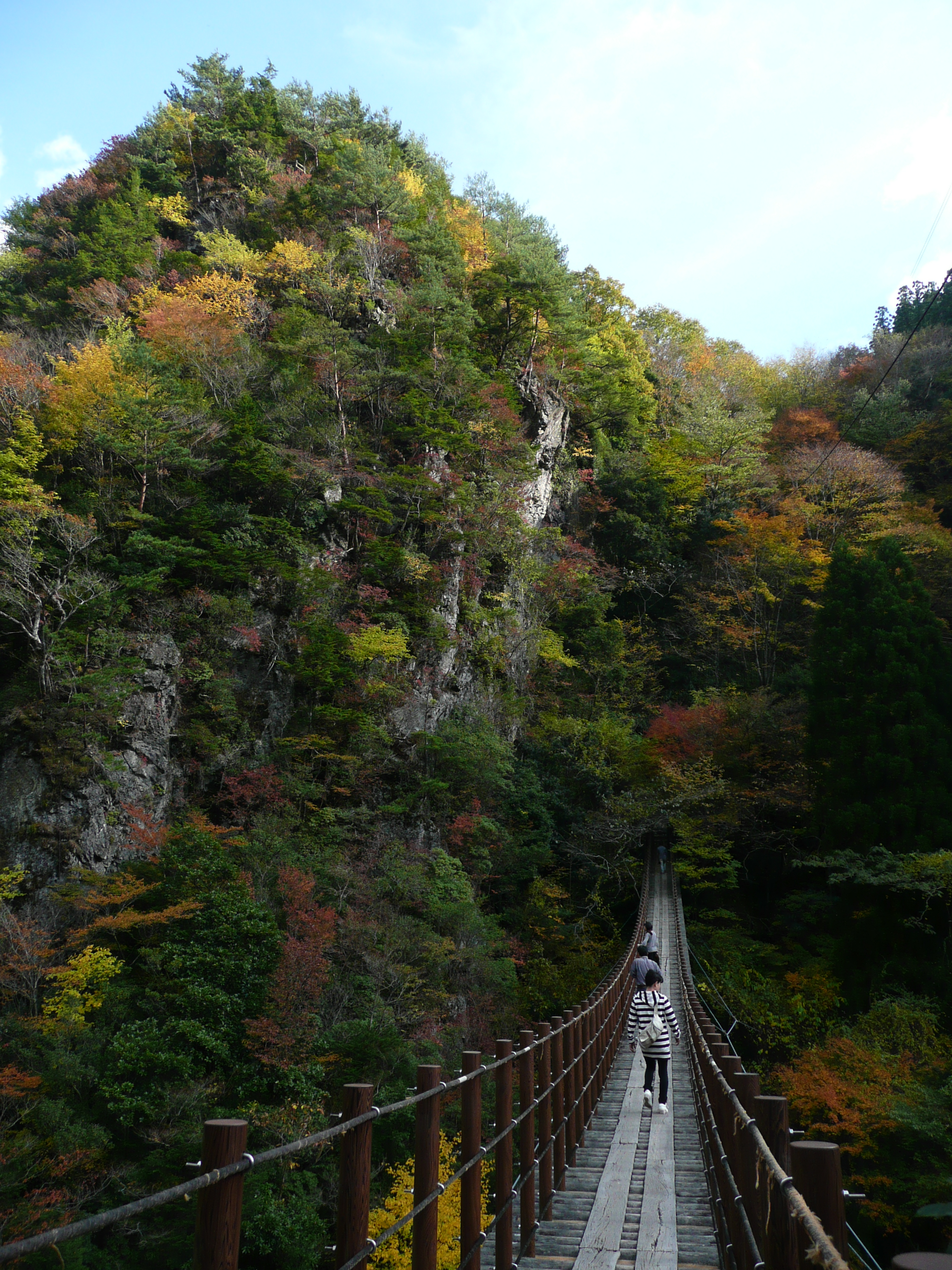
五家荘 樅木吊橋

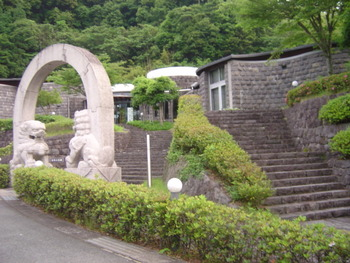
石匠館

- 八代宮
- 八代神社（妙見宮）
- 松浜軒
- 松井神社
- 八代市立博物館・未来の森ミュージアム
- 古田阿蘇神社
- 若宮神社
- 塩屋八幡宮
- 萩原菅原神社
- 古麓稲荷神社
- 大名持命神社
- 日奈久温泉神社
- 二見神社
- 岩崎神社
- 印鑰神社
- 貝洲加藤神社
- 文政神社
- 柿迫神社
- 釈迦院
- 日奈久温泉
- JRAウインズ八代
- 五家荘（旧泉村）
- 球磨川
- 自然体験
- 石匠館
- くまモンポート八代
- 日光の棚田（にちこうのたなだ （旧坂本村）
  - 1999年7月 日本の棚田百選に選定された
  - 2013年10月、地元全25世帯と NPO法人ハーヴェスト により、地域ぐるみで景観を守るための 日光の棚田活性会 を設立し共同管理を開始

### 文化財
重要文化財（国指定）
- 十三重石塔（植柳元町）
- 旧郡築新地甲号樋門
- 木造薬師如来立像（医王寺）
- 木造毘沙門天立像（明言院）
- 刀 無銘 伝雲生（松井文庫）
- 平石如砥墨跡（ひんせきにょしぼくせき）（松井文庫）

名勝（国指定）
- 旧熊本藩八代城主浜御茶屋（松浜軒）庭園「松浜軒（しょうひんけん）」
- 不知火及び水島

国史跡
- 八代城跡群（八代城・古麓城・麦島城）

登録有形文化財
- シャルトル聖パウロ修道院記念館
- 郡築二番町樋門
- 金波楼本館、大広間棟、正門及び塀

県指定重要文化財
- 八代神社（妙見宮）
- 木造阿弥陀三尊像（旧光明寺）
- 木造阿弥陀如来坐像（西宮町階下）
- 木造十一面観世音菩薩立像（奈良木神社）
- 木造阿弥陀如来坐像（盛光寺）
- 木造聖観音立像（医王寺）
- 銅造釈迦如来立像（釈迦院）
- 木造男女神坐像（釈迦院）
- 雲版（悟真寺）
- 鰐口（大門薬師堂）
- 鰐口（大門観音堂）
- 梵鐘（法浄寺）
- 鐔 林又七 三階松透（松井文庫）
- 宮本武蔵書状
- 小早川家文書

県指定史跡
- 大鼠蔵古墳群
- 高田焼平山窯跡
- 田川内第一号古墳
- 平山瓦窯跡
- 今泉製鉄跡
- 大鞘樋門群
- 妙見上宮跡

県指定重要民俗文化財
- 妙見宮祭礼御幸関連資料

県指定重要無形民俗文化財
- 八代神社祭礼行列
- 植柳盆踊り
- 古代踊り

県指定天然記念物
- 臥龍梅
- 久連子鶏

## 行事
- 1月
  - 御田植祭り
- 3月
  - 八代ひなまつり女子駅伝
  - 明言院大祭（9月）
  - 日奈久温泉スプリングフェスタ
  - 日奈久温泉六郎神社感謝祭
  - 日奈久温泉マラソン大会
- 4月
  - 印鑰神社春季大祭
  - 釈迦院花祭り
  - 岩崎神社春季大祭
  - 五家荘しゃくなげ祭り
- 5月
  - 薪能
  - 九州国際スリーデーマーチ
  - 氷室祭
- 7月
  - 緒方家七夕香
  - 日奈久温泉丑の湯祭り
  - 十八夜祭（ふるさと夏祭り）
- 8月
  - 八代くま川祭り
  - 八代市精霊流し
  - 緒方家平家琵琶
  - ヤマメ釣り大会
- 9月
  - 山頭火
  - 貝洲加藤神社秋季例大祭
- 10月
  - やつしろ全国花火競技大会
  - 平家琵琶と夜神楽
  - い草の里まつり
  - しょうが祭
  - みなと八代フェスティバル
- 11月
  - 坂本ふるさとまつり
  - 五家荘紅葉祭
  - 日奈久温神社例祭
  - 妙見宮大祭
    - 浅井神社大祭
    - 神行行列お下り・御夜

  - 塩屋八幡宮祭
- 12月
  - 八代伝統工芸品と物産展

## 八代市出身の人物

### 歴史上の人物
- 火葦北阿利斯登
- 丸目長恵 - 武将、兵法家
- 西山宗因 - 俳人、連歌師
- 岩永三五郎 - 石工
- 橋本勘五郎 - 石工

### 名誉市民
- 伊豆富人 - 熊本日日新聞創設者、元取締役社長
- 坂田道男 - 初代八代市長
- 坂田道太 - 第64代衆議院議長、元厚相、防衛庁長官、法相
- 谷口巳三郎 - 国際支援ボランティア活動家
- 宮崎松記 - 初代インド救ライセンター院長
- 八代亜紀 - 演歌歌手

### 公人
- 加来止男 - 海軍少将
- 松村秀逸 - 陸軍少将、参議院議員
- 渡瀬憲明 - 衆議院議員
- 中村博生 - 八代市長

### 文化
- 本村凌二 - 歴史学者
- 安道知寛 - 経営学者
- 松野賢吾 - 経済学者
- 緒方正規 - 衛生学者、細菌学者
- 杉田元宜 - 物理学者、科学史家
- 多田隈建二郎 - ロボット工学者
- 多田隈理一郎 - ロボット工学者
- 松田喜一 - 農業研究者、教育者、著述家
- 松本真由美 - NPO法人・国際環境経済研究所（IEEI）理事
- 小川和久 - 軍事アナリスト
- 松岡荒村 - 詩人、評論家
- 小山寛二 - 作家
- 魚住昭 - ジャーナリスト
- 澤宮優 - ノンフィクション作家
- 豊福きこう - 著作家、漫画評論家
- 坂口れい子 - 小説家
- 耕治人 - 小説家、詩人
- 野木京子 - 詩人
- 島野聡 - 作詞家、作曲家、編曲家
- 福島雄次郎 - 作曲家
- 森岡賢一郎 - 作曲家、編曲家
- ボンボ藤井 - CMサウンドクリエイター
- 平井信行 - 気象予報士、NPO法人気象キャスターネットワーク代表
- 三山のぼる - 漫画家
- 佐々木宏 - クリエイティブディレクター、元電通クリエーティブ局長

### 芸能・音楽
- 石田えり - 女優
- 永島暎子 - 女優
- 夏川結衣 - 女優
- 政木ゆか - 女優、ナレーター、司会者
- 井上亮 - 俳優
- 國村隼 - 俳優、1歳の時に兵庫県尼崎市に引っ越す
- 米村亮太朗 - 俳優
- 井上明美 - 女優
- 木下明水 - 俳優、タレント（ジョビジョバ）、現在は市内にある金剛山勝明寺の副住職
- ゴリけん - お笑いタレント（ピン芸人）
- しんじ - お笑いタレント（キュートン）
- のりを - お笑いタレント（もっこすファイヤー）
- 無法松 - お笑いタレント（ほたるゲンジ、たけし軍団、元北京ゲンジ）
- 村岡章子 - ローカルタレント
- 逢川まさき - 歌手
- 中村未来 - 歌手
- 八代亜紀 - 演歌歌手、芸名は当市に由来。
- 稲田裕之 - シンガーソングライター（ビアンコネロ）
- 中村千尋 - シンガーソングライター
- 井本光紀 - 元ミュージシャン (Soma)
- 奧田敏雄 - トランペット奏者
- 田中将史 - ローカルタレント
- タクトOK!! - お笑いタレント（Everybody）
- Myuk - シンガーソングライター
- 福嶌崇人 - ボーイズバンド(Hi-Fi Un!corn)

### マスコミ
- 有田雅明 - NHKアナウンサー
- 小林健和 - 山陰放送アナウンサー
- 畑野優理子 -  テレビ西日本元アナウンサー
- 舩津真弓 - 熊本朝日放送東京支社営業部（部長）、元アナウンサー
- 村上隆二 - 南日本放送報道部記者、元アナウンサー

### スポーツ選手
- 小田裕也 - プロ野球選手
- 柏田貴史 - プロ野球選手
- 柏原純一 - プロ野球選手
- 川本智徳 - プロ野球選手
- 釘谷肇 - プロ野球選手
- 塩崎真 - プロ野球選手
- 園川一美 - プロ野球選手
- 谷松浩之 - プロ野球選手
- 西浦颯大 - プロ野球選手
- 野田浩輔 - プロ野球選手
- 野村裕二 - プロ野球選手
- 松中信彦 - プロ野球選手
- 宮本秀明 - プロ野球選手
- 村上誠一 - プロ野球選手
- 米村明 - プロ野球選手
- 渡辺長助 - プロ野球選手
- 一美和成 - サッカー選手
- 上村健一 - サッカー選手
- 林田隆介 - サッカー選手
- 樋口大輝 - サッカー選手
- 古島清人 - サッカー選手
- 陣内貴美子 - バドミントン選手
- 福島由紀 - バドミントン選手
- 園田啓悟 - バドミントン選手  (トナミ運輸所属)
- 巖虎寛一 - 力士
- 白田山秀敏 - 力士
- 智ノ花伸哉 - 力士
- 吉王山修 - 力士
- 貴健斗輝虎 - 力士
- 岡村智美 - 柔道選手
- 立山真衣 - 柔道選手
- 森崎由理江 - 柔道選手
- 田上高 - レスリング選手
- ハヤブサ - プロレスラー
- 石田有輝 - プロレスラー
- 幸村ケンシロウ - プロレスラー
- 水森由菜 - プロレスラー
- 堀端宏行 - 陸上競技（長距離走・マラソン）選手
- 冨士田裕大 - バレーボール選手
- 村上龍介 - バレーボール選手
- 和田絵美子 - 女子バレーボール選手
- 本田大三郎 - カヌー選手

### 実業家
- 赤星陸治 - 小岩井農場場長、三菱地所社長・会長
- 市川俊英 - 三井ホーム社長、藍綬褒章受章
- 荻原正也 - ニフティ社長、アイ・ティー・エックス社長

### 宗教家
- 麻原彰晃 - オウム真理教設立者。
- 佐田介石 - 仏教僧侶、攘夷運動・梵暦運動の指導者
- 上原方立 - 牧師、熊本バンドのメンバー
- 岡田松生 - 教育者、政治家、実業家、執事、熊本バンドのメンバー
- 亀山昇 - 牧師、教育者、熊本バンドのメンバー
- 松尾敬吾 - 伝道師、教育者、熊本バンドのメンバー
- 渡瀬常吉 - 牧師、宣教師
- 千葉昌雄（旧姓渡瀬） - 牧師
- 渡瀬主一郎 - 牧師

### その他
- 松田ナミ - 医師、ハンセン病患者に尽くしたクリスチャン

## ゆかりのある人物
- 小西行長 - 武将、大名
- 細川忠興（三斎） - 武将、大名
- 加藤正方 - 加藤氏の家臣
- 松井興長 - 武将
- 日羅 - 武将、高僧？
- 神谷明 - 声優。祖父が八代市出身[9]：神奈川県横浜市出身
- 本田圭佑 - プロサッカー選手。父と祖父と大叔父の本田大三郎が坂本村出身：大阪府摂津市出身
- 本田多聞 - プロレスラー。父の本田大三郎が坂本村出身：神奈川県横浜市出身
- 守田滿 - さまざまなマスターズ記録を保持する陸上競技選手。八代市在住で2015年に市民栄誉賞授与。
- 津田恒実 - 元プロ野球選手。夫人が八代市出身：山口県都濃郡南陽町・旧和田村地区（現在の周南市）出身。
- 鍛治舎巧 - 高校野球監督。秀岳館高校監督時代に同校を3季連続甲子園ベスト4に進出。
- 内柴正人 - 柔術家、公衆浴場支配人。同市在住。
- 大山加奈 - 夫が八代市出身

## 放送局
- 八代ケーブルテレビ坂本センター
- 八代ケーブルテレビ東陽センター
- 八代ケーブルテレビ泉センター（八代ケーブルテレビ東陽センターと共有）
- エフエムやつしろ
  - (株)エフエムやつしろ(Kappa FM)は、1997年10月1日より本放送を開始したコミュニティ放送である。
  - 周波数76.5 MHz、出力20W、コールサインはJOZZ0AE-FM。
  - 地元密着のニュース、市政番組の放送も行っているほか、八代市内を中心に季刊タウン情報誌「かじゅめる」を発行。

グルメ、イベント情報のほか、番組情報を掲載。

## 友好都市、姉妹都市

### 国外
- 北海市（中華人民共和国広西チワン族自治区）- 1996年3月5日友好都市締結
- 基隆市（中華民国台湾省） - 2018年（平成30年）4月19日友好都市提携
- 新竹市（中華民国台湾省）- 2025年（令和7年）1月16日友好都市提携

### 国内
- 岡山県都窪郡早島町 - 1978年4月13日姉妹都市提携
- 奈良県吉野郡十津川村
- 徳島県三好市

### 地域情報
- 公式ウェブサイト
- 八代市 (@yatsushiro0801) - X - 八代市公式
- まるごと八代！八代の観光・遊び・体験ツアーサイト
- くまナンステーション
- ごろっとやっちろ
- 八代商工会議所
- 八代地域振興局
- 八代市社会福祉協議会 - ウェイバックマシン（2002年5月27日アーカイブ分）
- 八代港港湾振興協会ホームページ
- 八代市立図書館 本館
- せんちょう図書館
- かがみ図書館
- 八代市立博物館未来の森ミュージアム
- やつしろハーモニーホール
- 八代市厚生会館
- 日奈久温泉旅館組合

### 地図
- 八代市役所（本庁舎）

### その他
- ウィキトラベルには、八代市に関する旅行ガイドがあります。

|            |              | 松合(南東)   | 松橋(南西)   |              | 甲佐(南西) |            |            |            |              |
|            | 八代(北西)   | 八代(北東)   | 鏡(北西)     | 鏡(北東)     | 柿迫(北西) | 柿迫(北東) | 葉木(北西) | 葉木(北東) | 国見岳(北西) |
|            | 八代(南西)   | 八代(南東)   | 鏡(南西)     | 鏡(南東)     | 柿迫(南西) | 柿迫(南東) | 葉木(南西) | 葉木(南東) | 国見岳(南西) |
| 姫浦(北東) | 日奈久(北西) | 日奈久(北東) | 坂本(北西)   | 坂本(北東)   | 宮園(北西) | 宮園(北東) | 椎原(北西) | 椎原(北東) | 不土野(北西) |
|            | 日奈久(南西) | 日奈久(南東) | 坂本(南西)   | 坂本(南東)   |            |            | 椎原(南西) | 椎原(南東) | 不土野(南西) |
|            | 田浦(北西)   | 田浦(北東)   | 中津道(北西) | 中津道(北東) |            |            |            |            |              |
|            | 田浦(南西)   | 田浦(南東)   | 中津道(南西) | 中津道(南東) |            |            |            |            |              |